# عبد الحليم خدام
عبد الحليم خدام (15 سبتمبر 1932 - 7 شعبان 1441 هـ / 31 مارس 2020)، ولد في بانياس، وتخرج من كلية الحقوق بدمشق، وانخرط في العمل السياسي في وقت مبكر، فالتحق بحزب البعث السوري في سن السابعة عشرة. ويعد أحد أبرز مرافقي الرئيس حافظ الأسد ضمن ما سمي بالحرس القديم. متزوج من السيدة نجاة مرقبي وله أربعة أولاد ثلاثة ذكور وأنثى.

## المناصب التي شغلها
قد تولى خدام أول مناصبه محافظًا للقنيطرة عاصمة الجولان وذلك في عام 1966، وحتى نهاية عام 1967 وخلال حرب إسرائيل على سوريا ومصر في 5 حزيران/ يونيو 1967 ألقى البيان 66 عبر الإذاعة السورية، بصفته محافظاً للجولان، والذي كان موقعاً من حافظ الأسد أعلن فيه سقوط القنيطرة بيد الإسرائيليين، وذلك قبل 17 ساعة من سقوطها الفعلي تحت هجوم القوات الخاصة الإسرائيلية، في حين كانت طلائع الجيش السوري قد وصلت في تقدمها على الجبهة إلى مشارف مدينة طبريا المُحْتلة. وفي أعقاب إذاعة البيان، أصدر وزير الدفاع السوري أمرًا إلى القوات السورية المتقدمة حتى طبريا بالانسحاب الفوري، وتسبّب هذا الانسحاب العشوائي بمقتل عشرات الجنود والضباط، بينما سهّل للقوات الإسرائيلية تعقبهم حتى القنيطرة بعد إخلاء الجيش السوري أهم قاعدة له في تل أبو الندى الشاهق، الذي يُشرف على كامل المنطقة الشمالية من فلسطين وعلى سهل حوران.
عُيّن عبد الحليم خدام بعدئذ محافظاً لحماه، ثم عُيّن بعدئذ محافظاً لدمشق، ثم وزيرا للاقتصاد والتجارة الخارجية، ومن ثم وزيراً للخارجية قبل أن يخلفه في وزارة الخارجية فاروق الشرع. شغل منصب الرئيس بالوكالة مدة 37 يومًا بعد وفاة حافظ الأسد بصفته نائبه الأول. وكان له دور كبير في إخماد الحرب الأهلية والاغتيالات في لبنان في الفترة من 1975 إلى 1990، وقد لعب دورًا مهما في التحضير للاتفاق الثلاثي سنة 1985 ولاتفاق الطائف سنة 1989. وتولّى ملف العلاقات السورية اللبنانية، وبعد ذلك حوّل حافظ الأسد ملف لبنان بيد نجله عضو القيادة بحزب البعث بشار عام 1998.

## محاولة اغتياله
عند الساعة الحادية عشرة من صباح يوم الثلاثاء 25 أكتوبر 1977 كان عبد الحليم خدام برفقة وزير الخارجية الإماراتي سيف بن غباش مغادرا الإمارات عبر مطار أبوظبي، وعند دخول الوزيرين إلى الصالة الكبرى لمطار أبوظبي وفي طريقهما إلى قاعة الشرف انطلقت رصاصات كانت تهدف لاغتيال الوزير عبد الحليم خدام لكنها أصابت الوزير سيف بن غباش في كتفه وبطنه حيث نقل إلى المستشفى وتوفي متأثرا بجروحه.
أشارت سوريا بأصابع الاتهام إلى العراق وأعلنت منظمة «المجلس الثوري» الفلسطينية المدعومة من العراق مسؤوليتها عن العملية. كانت المنظمة التي يتزعمها صبري البنا (أبو نضال) وراء عدة هجمات ضد مصالح سورية بعد التدخل السوري ضد المنظمات الفلسطينية في لبنان في حزيران 1976. تمت في الإمارات محاكمة منفذ العملية وهو عامل بناء فلسطيني وحكم عليه بالإعدام.

## انشقاقه عن النظام و الحزب
أعلن انشقاقه عن نظام الاسد وحزب البعث السوري في ديسمبر 2005 بعد أن تدهورت علاقته برئيس الجمهورية والأمين القطري لحزب البعث بشار الأسد، وبعد انتقاده السياسة الخارجية السورية لاسيما في لبنان واغتيال رئيس وزراء لبنان رفيق الحريري. ودعا إلى العمل على التغيير السلمي في سوريا بإسقاط النظام البعثي وبناء دولة ديمقراطية حديثة في سوريا تقوم على أساس المواطنة.
أكد بعد لجوئه إلى باريس أنه على قناعة تامة بأن الرئيس السوري بشار الأسد هو من أعطى أمر للمخابرات السورية باغتيال رئيس الوزراء اللبناني السابق رفيق الحريري في شباط/فبراير 2005.
أسس في منفاه عام 2006 جبهة الخلاص الوطني التي تضم معارضين سوريين أبرزهم جماعة الإخوان المسلمين التي أعلنت انسحابها منها غداة العدوان الإسرائيلي على قطاع غزة نهاية الشهر الأخير من عام 2008.

## محاكمته
أصدرت المحكمة العسكرية الجنائية الأولى بدمشق برئاسة العميد القاضي محمد قدور أسد قرارها رقم 406 بتاريخ 17 أغسطس 2008 بالحكم غيابياً على خدام 13 حكما بالسجن لمدد مختلفة أشدها الأشغال الشاقة المؤبدة مدى الحياة.
و ذلك بتهم مختلفة أبرزها «الافتراء الجنائي على القيادة السورية والإدلاء بشهادة كاذبة أمام لجنة التحقيق الدولية بشأن مقتل رئيس الوزراء اللبناني السابق رفيق الحريري، وكتابات وخطب لم تجزها الحكومة السورية».
كما اتهمته «بالمؤامرة على اغتصاب سلطة سياسية ومدنية وصلاته غير المشروعة مع العدو الصهيوني والنيل من هيبة الدولة ومن الشعور القومي، وأشدها دس الدسائس لدى دولة أجنبية لدفعها العدوان على سورية التي عوقب عليها بالمؤبد».

## وفاته
توفي خدام إثر نوبة قلبية في 31 مارس 2020 في فرنسا عن عمر ناهز الثامنة والثمانين.

## روابط خارجية
- عبد الحليم خدام على موقع مونزينجر (الألمانية)

| المناصب السياسية  | المناصب السياسية                                | المناصب السياسية |
| ----------------- | ----------------------------------------------- | ---------------- |
| سبقه حافظ الأسد   | رئيس سوريا (مؤقت) 10 يونيو 2000 - 17 يوليو 2000 | تبعه بشار الأسد  |
| سبقه -            | نائب الرئيس 11 مارس 1984 - 5 يونيو 2005         | تبعه فاروق الشرع |
| سبقه مصطفى السعيد | وزير الخارجية 1970 - 1984                       | تبعه فاروق الشرع |